# Пакистанцы в Гонконге

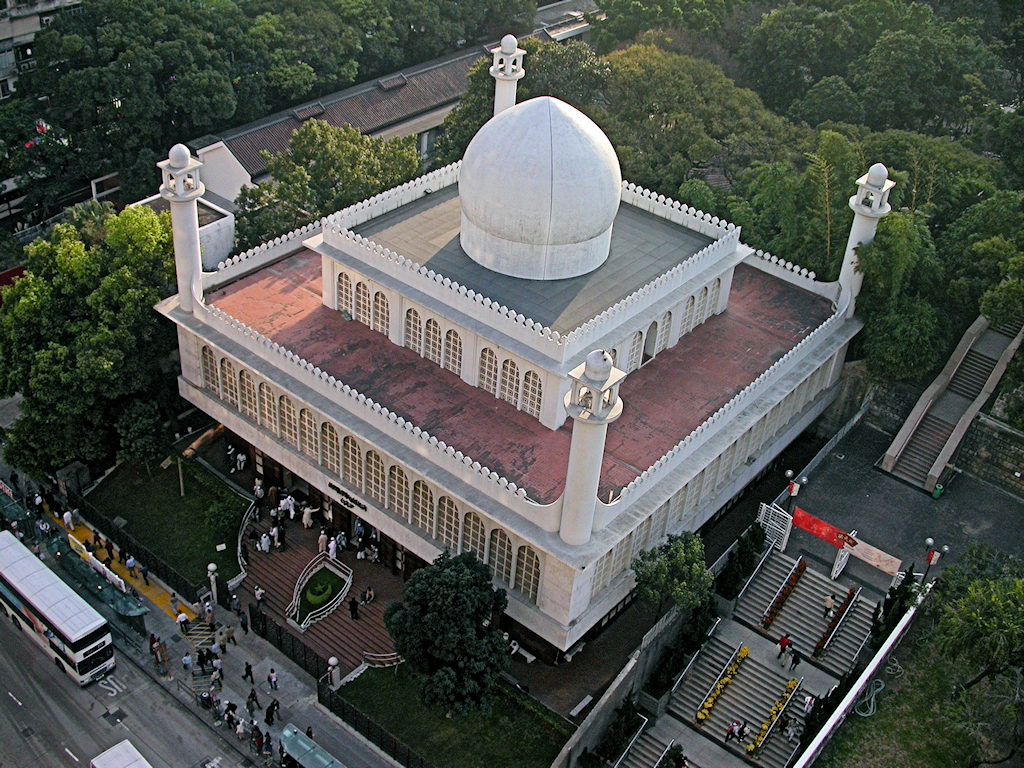
Современный вид Коулунской мечети, изначально построенной для британских солдат-мусульман

Пакистанцы (англ. Pakistanis) — одна из нескольких групп некоренного населения Гонконга. Согласно данным переписи населения 2011 года в Гонконге официально проживало 18 тыс. пакистанцев. Пакистанцы, родившиеся в Гонконге, свободно говорят на кантонском диалекте, имеют хорошее образование и зарабатывают значительно больше пакистанцев-иммигрантов. Среди последних мужчины в основном заняты в качестве строительных рабочих и грузчиков, женщины — продавщицами в магазинах, домработницами и клерками в офисах (имеется значительная группа временных рабочих, которые приезжают в Гонконг из Пакистана на заработки).  

## История
Первые пакистанцы прибыли в Гонконг в начале британского правления в качестве солдат колониальной армии, а также как коммерсанты и матросы торговых судов. Среди пакистанцев преобладали выходцы из Карачи, Лахора, Абботтабада, Фейсалабада и Аттока. Пакистанские моряки вместе с другими мусульманами жили в «Моро Кай» — квартале «мавров» и ласкаров (нынешняя улица Ласкар-роу в районе Сёнвань), а сипаи базировались в соседнем военном лагере (современный район Сайинпхунь в Сайване).
Во второй половине XIX века в Гонконг прибывали всё новые выходцы из британского Пенджаба и Синда, которые работали полицейскими, тюремными охранниками, охранниками в порту, доках и на почте, а также банковскими клерками, служащими парома и водителями. Со временем в «Моро Кай» появились свои магазины, закусочные и молельные дома для мусульман. В 1890 году в районе Мид-левелс была построена первая в Гонконге мечеть Джамия, а в 1896 году в районе Чимсачёй появилась Коулунская мечеть, построенная специально для британских солдат из числа пенджабцев (рядом с ней был выделен участок под мусульманское кладбище).
В 1907 году пенджабские сикхи и мусульмане основали Индийский теннисный клуб Коулуна. В 1924 году было учреждено Индийское мусульманское общество, базировавшееся в значительно расширенном теннисном клубе. В 1950 году было основано Пакистанское мусульманское общество, члены которого собирались в одной из мечетей. В 1957 году была учреждена Пакистанская торговая комиссия, а в 1960 году — Пакистанская ассоциация Гонконга. В 1969 году в Коулуне при ассоциации открылся большой спортивный комплекс.
Отдельной группой пакистанцев являются метисы, называемые «местными мальчиками» (local boy). Это потомки от союзов мужчин-мусульман с местными китайскими женщинами, которых с детства воспитывали в мусульманской среде. Однако, из-за своего смешанного происхождения, эти метисы так и не были полностью приняты ни китайской, ни пакистанской общинами.

## Современное положение
По состоянию на 2011 год крупнейшие общины пакистанцев проживали в округе Юньлон (2,4 тыс.), округе Кхуайчхин (2,3 тыс.), округе Самсёйпоу (1,4 тыс.) и округе Тхюньмунь (1,3 тыс.). 85 % пакистанцев говорят на родных языках (урду, панджаби, синдхи, пушту и балучи), 9,4 % — на английском языке и 5,5 % — кантонском диалекте. Абсолютное большинство пакистанцев исповедует ислам, небольшая часть — сикхизм, индуизм и христианство. Крупнейшими организациями пакистанцев Гонконга являются Пакистанская ассоциация Гонконга, Исламский союз Гонконга, Гонконгская ассоциация Давуди Бохра и Гонконгская ассоциация пакистанских студентов.
Кабельное телевидение Гонконга показывает два канала на урду пакистанской группы Indus Media — I-Plus и Indus Vision. Радиопередачи на урду транслирует гонконгская станция RTHK Radio 3.
Среди знаменитых пакистанцев Гонконга — герой Пакистана Раджа Азиз Бхатти, бизнесмен Дауд Бокхари (основатель Bokhary Securities), его сын Кемаль Бокхари (судья Верховного суда Гонконга), а также многие игроки в крикет.

## Комментарии
1. ↑  Тогда — уроженцы тех районов Британской Индии, которые после раздела 1947 года выделились в Доминион Пакистан.